# 1-ша кавалерійська дивізія (Рейхсвер)
1-ша кавалерійська дивізія (нім. 1. Kavallerie-Division) була частиною рейхсверу, збройних сил Німеччини під час Веймарської республіки.
Відповідно до статті 160 Версальського мирного договору в Рейхсвері було реорганізовано три суто кавалерійські дивізії, кожна з шести кавалерійських полків. Кавалерія була озброєна гвинтівками Karabiner 98В і легкими кулеметами.
Вона складалася з 6 кавалерійських полків, 1-го, 2-го, 3-го, 4-го, 5-го і 6-го (прусського) полків. Штаб дивізії був розміщений у Франкфурті-на-Одері.
Командирами дивізії були:
- Генерал кінноти Рудольф фон Горн 1 червня 1920 - 1 червня 1921
- Генерал-лейтенант барон Отто фон Теттау 1 червня 1920 - 1 квітня 1923
- Генерал кінноти Вальтер фон Ягов 1 квітня 1923 - 1 лютого 1927
- Генерал-лейтенант Ульріх фон Геннінг ауф Шенгофф 1 лютого 1927 - 1 лютого 1929
- Генерал-лейтенант Георг Брандт 1 лютого 1929 - 1 грудня 1929
- Генерал-лейтенант Федор фон Бок 1 грудня 1929 - 1 жовтня 1931
- Генерал-лейтенант барон Вернер фон Фріч 1 жовтня 1931 - 1 жовтня 1932
- Генерал-лейтенант Людвіг Бек 1 жовтня 1932 - 1 жовтня 1933
- Генерал-лейтенант Ганс Файге 1 жовтня 1933 - 1 квітня 1935

Вона була підпорядкована Gruppenkommando 1 / Wehrkreiskommando II.